# جورج کریسی
جورج کریسی (انگلیسی: George Creasy; ۱۳ اکتبر ۱۸۹۵ – ۳۱ اکتبر ۱۹۷۲) یک افسر ارشد نیروی دریایی سلطنتی بود. پس از خدمت به عنوان افسر جزء در جنگ جهانی اول، که در طی آن در عملیات هلیگولند بایت در سال ۱۹۱۷ شرکت کرد، به عنوان افسر اژدر آموزش دید.
کریسی در جنگ جهانی دوم خدمت کرد، ابتدا به عنوان افسر فرمانده گرینویل که در کنتیش ناک غرق شد، و سپس به ناوشکن کودرینگتون منتقل شد، که در آن عملیات نجات جولیانا از هلند را رهبری کرد و سپس در تخلیه دانکرک شرکت کرد. او خدمت جنگی خود را به عنوان افسر ارشد ستاد فرمانده کل نیروی دریایی، مدیر جنگ ضد زیردریایی و سپس به عنوان کاپیتان پرچم فرمانده کل ناوگان داخلی ادامه داد و سپس به عنوان افسر ارشد ستاد فرمانده کل نیروی دریایی اعزامی متفقین منصوب شد و در برنامه‌ریزی و اجرای عملیات دریایی برای پیاده شدن در نرماندی شرکت کرد. او همچنین به عنوان افسر پرچم زیردریایی‌ها خدمت کرد و مسئولیت دریافت زیردریایی‌های تسلیم شده دشمن را به بنادر بریتانیا در پایان جنگ بر عهده گرفت.
پس از جنگ، کریسی به عنوان افسر ارشد (هوایی)، فرمانده شرق دور و سپس فرمانده دریای پنجم و معاون رئیس ستاد نیروی دریایی (هوایی) منصوب شد. پس از آن، او معاون رئیس ستاد نیروی دریایی، سپس فرمانده کل ناوگان داخلی و در نهایت فرمانده کل پورتسموث شد.